# Озерко
Озе́рко — село в Україні, у Рівненському районі Рівненської області. Населення становить 142 осіб.

## Історія
У 1906 році село Мізоцької волості Дубенського повіту Волинської губернії. Відстань від повітового міста 34 верст, від волості 4. Дворів 26, мешканців 163.

## Населення
Згідно з переписом УРСР 1989 року чисельність наявного населення села становила 163 особи, з яких 80 чоловіків та 83 жінки.
За переписом населення України 2001 року в селі мешкали 142 особи.

### Мова
Розподіл населення за рідною мовою за даними перепису 2001 року:
| Мова       | Відсоток |
| ---------- | -------- |
| українська | 99,30 %  |
| російська  | 0,70 %   |